# Brian K. Vaughan
Brian K. Vaughan (Cleveland, 17 juli 1976), is een stripboek- en filmschrijver.
Vaughan begon met het schrijven van comics in 1997 met korte verhalen en losse nummers, maar werd na een paar jaar een vaste schrijver van verschillende titels, zoals onder meer Swamp Thing en Ultimate X-Men. Vervolgens kreeg hij ook de gelegenheid om zelfbedachte series te schrijven bij onder meer Marvel Comics, DC Comics en Image Comics. Bekende werken van Vaughan zelf zijn onder meer de series Y: The Last Man, Ex Machina, Runaways en Saga en de graphic novel Pride of Baghdad.
Vaughan schreef ook voor de televisieseries Lost en Under the Dome.
- Biblioteca Nacional de España: XX1676422
- Bibliothèque nationale de France: cb14554476x (data)
- CiNii: DA18406559
- Gemeinsame Normdatei: 128641479
- International Standard Name Identifier: 0000 0001 0877 0905
- Library of Congress Control Number: n2003032056
- Nationale Bibliotheek van Tsjechië: xx0085245
- Nationale Bibliotheek van Israël: 987007410224005171
- Nederlandse Thesaurus van Auteursnamen: 322697247
- SNAC: w6x36bw9
- Système universitaire de documentation: 151358397
- Virtual International Authority File: 19921332
- WorldCat: E39PBJdCpXFDt6gJjBvtTV97HC

1. ↑  Gemeinsame Normdatei; geraadpleegd op: 17 december 2014.